# Tako Motonobu
Motonobu Tako (sinh ngày 22 tháng 4 năm 1972) là một cầu thủ bóng đá người Nhật Bản.

## Sự nghiệp câu lạc bộ
Motonobu Tako đã từng chơi cho Avispa Fukuoka.